# Liczby Bernoulliego
Liczby Bernoulliego – nieskończony ciąg liczb wymiernych oznaczanych jako {\displaystyle B_{k},} gdzie {\displaystyle k} jest numerem porządkowym liczby, {\displaystyle k=0,1,2...,} wprowadzony w roku 1631 przez Johanna Faulhabera w celu ułatwienia obliczania sum ustalonych potęg kolejnych liczb naturalnych. Takie ich zastosowania i niektóre ich własności opisał szczegółowo Jakob Bernoulli w książce Ars Conjectandi (wydanej po śmierci autora w roku 1713). Stwierdza tam między innymi, że potrafi, wykorzystując wzór Faulhabera (patrz niżej) obliczyć sumę: {\displaystyle 1^{10}+2^{10}+3^{10}+...+1000^{10}} „w pół kwadransa”.
Liczby Bernoulliego znalazły zastosowanie w analizie (rozwinięcia funkcji w szereg Taylora) i w teorii liczb.

## Definicja
Obecnie funkcjonują w matematyce dwie definicje liczb Bernoulliego: nowsza – podana niżej jako definicja 1 i starsza – niżej cytowana jako definicja 2. Dla odróżnienia liczby Bernoulliego określone według definicji 1 oznacza się przez {\displaystyle B_{k},} a według definicji 2 – przez {\displaystyle B_{k}^{*}.} Przy tym liczby {\displaystyle B_{k}^{*}} stanowią podzbiór właściwy liczb {\displaystyle B_{k}.}

### Liczby Bernoulliego – definicja 1
Liczby Bernoulliego definiuje się jako współczynniki pojawiające się w rozwinięciu w szereg Taylora funkcji:
{\displaystyle {\frac {x}{e^{x}-1}}=\sum _{n=0}^{\infty }{\frac {B_{n}\cdot {x^{n}}}{n!}}.}
Szereg powyższy jest zbieżny dla {\displaystyle |x|<2\pi .}
Równoważnie liczby Bernoulliego można zdefiniować rekurencyjnie za pomocą wzoru:
{\displaystyle \sum _{k=0}^{m}{m+1 \choose k}\cdot B_{k}=0,}
gdzie {\displaystyle B_{0}=1.}
Według tej definicji wszystkie liczby Bernoulliego o indeksach nieparzystych większych od 2 są równe 0.
Liczby o indeksach parzystych większych od 0 są na przemian dodatnie i ujemne.
Pierwsze 21 liczb Bernoulliego zaczynając od {\displaystyle B_{0}{:}}
{\displaystyle 1,-{\frac {1}{2}},{\frac {1}{6}},0,-{\frac {1}{30}},0,{\frac {1}{42}},0,-{\frac {1}{30}},0,{\frac {5}{66}},0,-{\frac {691}{2730}},0,{\frac {7}{6}},0,-{\frac {3617}{510}},0,{\frac {43867}{798}},0,-{\frac {174611}{330}},\dots }

### Liczby Bernoulliego – definicja 2
Liczby Bernoulliego definiuje się tym razem jako współczynniki pojawiające się w rozwinięciu w szereg Taylora funkcji:
{\displaystyle 1-{\frac {x}{2}}\operatorname {ctg} \left({\frac {x}{2}}\right)={\frac {B_{1}^{*}\cdot {x^{2}}}{2!}}+{\frac {B_{2}^{*}\cdot {x^{4}}}{4!}}+{\frac {B_{3}^{*}\cdot {x^{6}}}{6!}}+\ldots }
Pierwsze kilka liczb Bernoulliego zaczynając od {\displaystyle B_{1}^{*}{:}}
{\displaystyle {\frac {1}{6}},{\frac {1}{30}},{\frac {1}{42}},{\frac {1}{30}},{\frac {5}{66}},{\frac {691}{2730}},{\frac {7}{6}},{\frac {3617}{510}},{\frac {43867}{798}},{\frac {174611}{330}},{\frac {854513}{138}},\dots }
Powiązanie pomiędzy liczbami {\displaystyle B_{n}^{*}} i {\displaystyle B_{n}} opisuje poniższy wzór:
{\displaystyle B_{n}={\begin{cases}1,&{\mbox{dla }}n=0\\-{\frac {1}{2}},&{\mbox{dla }}n=1\\(-1)^{({\frac {n}{2}})-1}\cdot {B_{\frac {n}{2}}^{*}},&{\mbox{dla }}n{\mbox{ parzystych}}\\0,&{\mbox{dla }}n{\mbox{ nieparzystych}}\end{cases}}}

## Wzór asymptotyczny
Wykorzystując wzór Stirlinga, otrzymuje się następujące przybliżenie wartości liczb Bernoulliego:
{\displaystyle B_{n}\approx (-1)^{n-1}\cdot 4\cdot {\sqrt {\pi \cdot n}}\cdot \left({\frac {n}{\pi {e}}}\right)^{2n}.}

## Twierdzenie Staudta
Każda liczba Bernoulliego {\displaystyle B_{\nu }} może być przedstawiona w postaci
{\displaystyle B_{\nu }=C_{\nu }-\sum {\frac {1}{k+1}},} gdzie
{\displaystyle C_{\nu }} jest liczbą naturalną, a sumowanie przebiega po takich dzielnikach {\displaystyle k} liczby {\displaystyle \nu ,} dla których {\displaystyle k+1} jest liczbą pierwszą.
Na przykład liczba Bernoulliego {\displaystyle B_{6}={\frac {1}{42}}} może być przedstawiona w postaci {\displaystyle B_{6}=1-{\frac {1}{2}}-{\frac {1}{3}}-{\frac {1}{7}},} bo liczba 6 ma cztery dzielniki: 1, 2, 3, 6, z których trzy: 1, 2, 6 są odpowiednio liczbami o 1 mniejszymi od liczb pierwszych: 2, 3, 7.

## Przykłady zastosowań
Można je znaleźć w rozwinięciach w szereg Taylora wielu funkcji takich jak {\displaystyle \operatorname {tg} x,\operatorname {ctg} x,\operatorname {tgh} x,{\frac {x}{e^{x}-1}},\ln |\sin(x)|} i w innych.
Wzór Faulhabera na sumę potęg kolejnych liczb naturalnych:
{\displaystyle \sum _{j=1}^{n}{j^{k}}={\frac {1}{k+1}}\cdot \left[n^{k+1}+{k+1 \choose 1}\,B_{1}n^{k}+{k+1 \choose 2}\,B_{2}n^{k-1}+\ldots +{k+1 \choose k}\,B_{k}n\right].}
Związek z funkcją dzeta Riemanna wyraża wzór Eulera:
{\displaystyle \zeta (2k)=\sum _{n=1}^{\infty }{\frac {1}{n^{2k}}}={\frac {\pi ^{2k}2^{2k-1}}{(2k)!}}B_{2k}.}
W szczególności wynika stąd, że
{\displaystyle \sum _{n=1}^{\infty }{\frac {1}{n^{2}}}={\frac {\pi ^{2}}{6}}.}
Inny wzór wyprowadzony także przez Eulera:
{\displaystyle \sum _{n=1}^{\infty }{(-1)^{n+1}}{\frac {1}{n^{2k}}}=(-1)^{k+1}{\frac {\pi ^{2k}\left(2^{2k-1}-1\right)}{(2k)!}}B_{2k}.}
Liczby Bernoulliego badano też m.in. w związku z liczbami pierwszymi regularnymi. Wiele dalszych własności liczb Bernoulliego i innych ich zastosowań można znaleźć w podanych niżej źródłach.